# 比利亚尔瓦尔瓦
比利亚尔瓦尔瓦（西班牙語：Villalbarba，西班牙語發音：[biʎalˈβaɾβa]），是西班牙卡斯蒂利亚-莱昂巴利亚多利德省的一个市镇。总面积22平方公里，2001年普查人口總數為166人，人口密度為每平方公里8人。